# Erlspitze
L'Erlspitze est une montagne culminant à 2 297 m d'altitude dans le massif des Karwendel.

## Ascension
La voie la plus courante est un sentier balisé partant du Solsteinhaus jusqu'au sommet (environ une heure et demie).
La via ferrata de Zirl passe la brèche d'Eppzirl et l'arête occidental.